# Phagnalon daravazicum
Phagnalon daravazicum là một loài thực vật có hoa trong họ Cúc. Loài này được Krasch. miêu tả khoa học đầu tiên.